# بوهومیل کوبات
بوهومیل کوبات (چکی: Bohumil Kubát; ۱۴ فوریهٔ ۱۹۳۵ – ۱۲ مهٔ ۲۰۱۶) کشتی‌گیر اهل چکسلواکی بود.